# Psectrocladius bisetus
Psectrocladius bisetus är en tvåvingeart som beskrevs av Maurice Emile Marie Goetghebuer 1942. Psectrocladius bisetus ingår i släktet Psectrocladius och familjen fjädermyggor. Arten är reproducerande i Sverige. Inga underarter finns listade i Catalogue of Life.